# Mihai Banu
Mihai Banu (n. 10 septembrie 1950) este un fost deputat român în legislatura 2008-2012.
Acesta a fost ales din partea Partidului Național Liberal în colegiul uninominal 5 Bacău.

## Controverse
Pe 17 august 2015 Mihai Banu a fost trimis in judecata de DNA alături de fostul ministru de interne Gabriel Berca. Banu a fost acuzat de trafic de influență deoarece ar fi primit 220.000 de euro de la un om de afaceri pentru a-și exercita influența de deputat pe lângă membri ai Guvernului, în vederea alocării unei sume de bani către o primărie din județului Bacău.
Pe 14 decembrie 2017 Mihai Banu a fost condamnat definitiv de Înalta Curte de Casație și Justiție la 3 ani de închisoare cu executare pentru acestă faptă.
Pe 31 ianuarie 2019 acesta a fost eliberat condiționat din penitenciarul Vaslui.
De asemenea pe 27 decembrie 2017 Mihai Banu a fost trimis în judecată de procurorii DNA într-un nou dosar fiind acuzat de alte infracțiuni de trafic de influență.
Pe 6 iulie 2020 Curtea de Apel Bacău l-a condamnat definitiv pe Mihai Banu la 3 ani de închisoare cu executare în acest al doilea dosar.